# Vojnić
Vojnić es un municipio de Croacia en el condado de Karlovac.

## Geografía
Se encuentra a una altitud de 141 m s. n. m. a 79 km de la capital nacional, Zagreb.

## Demografía
En el censo 2011, el total de población del municipio fue de 4 764 habitantes, distribuidos en las siguientes localidades:
- Brdo Utinjsko -73
- Bukovica Utinjska - 80
- Donja Brusovača -  122
- Dunjak - 39
- Džaperovac - 12
- Gaćeša Selo - 46
- Gejkovac -183
- Gornja Brusovača - 33
- Jagrovac - 44
- Johovo - 36
- Jurga - 89
- Kartalije - 43
- Klokoč  - 64
- Ključar - 86
- Knežević Kosa - 119
- Kokirevo - 43
- Kolarić - 195
- Krivaja Vojnićka - 21
- Krstinja - 82
- Kupljensko - 317
- Kusaja - 45
- Lipovac Krstinjski - 7
- Lisine - 4
- Loskunja - 58
- Malešević Selo - 44
- Mandić Selo - 65
- Međeđak Utinjski - 62
- Miholjsko - 123
- Mracelj - 116
- Mračaj Krstinjski - 7
- Petrova Poljana - 17
- Podsedlo - 76
- Prisjeka  - 24
- Radmanovac - 33
- Radonja  - 103
- Rajić Brdo - 26
- Selakova Poljana - 0
- Svinica Krstinjska - 253
- Široka Rijeka - 161
- Štakorovica  - 23
- Utinja Vrelo - 18
- Vojišnica - 404
- Vojnić  - 1 221
- Živković Kosa - 119

| Gráfica de población de Vojnić 1857-2011                            |
|                                                                     |
| Según los censos de población de la oficina estadística de Croacia. |